# (101,25,6)-Blockplan
Der (101,25,6)-Blockplan ist ein spezieller symmetrischer Blockplan. Um ihn konstruieren zu können, musste dieses kombinatorische Problem gelöst werden: eine leere 101×101-Matrix wurde so mit Einsen gefüllt, dass jede Zeile der Matrix genau 25 Einsen enthält und je zwei beliebige Zeilen genau 6 Einsen in der gleichen Spalte besitzen (nicht mehr und nicht weniger). Das klingt relativ einfach, ist aber nicht trivial zu lösen. Es gibt nur gewisse Kombinationen von Parametern (wie hier v = 101, k = 25, λ = 6), für die eine solche Konstruktion überhaupt machbar ist. In dieser Übersicht sind die kleinsten solcher (v,k,λ) aufgeführt.

## Eigenschaften
Dieser symmetrische Blockplan hat die Parameter v = 101, k = 25, λ = 6 und damit folgende Eigenschaften:
- Er besteht aus 101 Blöcken und 101 Punkten.
- Jeder Block enthält genau 25 Punkte.
- Je 2 Blöcke schneiden sich in genau 6 Punkten.
- Jeder Punkt liegt auf genau 25 Blöcken.
- Je 2 Punkte sind durch genau 6 Blöcke verbunden.

## Existenz und Charakterisierung
Es existiert (bis auf Isomorphie) mindestens ein 2-(101,25,6)-Blockplan. Diese Lösung ist:
- Lösung 1 mit der Signatur 101·100. Sie enthält 25250 Ovale der Ordnung 3.

## Liste der Blöcke
Hier sind alle Blöcke dieses Blockplans aufgelistet; zum Verständnis dieser Liste siehe diese Veranschaulichung
- Lösung 1

```
  1   5  16  19  24  25  31  36  37  52  54  56  58  68  71  78  79  80  81  84  87  88  92  95  97
  2   6  17  20  25  26  32  37  38  53  55  57  59  69  72  79  80  81  82  85  88  89  93  96  98
  3   7  18  21  26  27  33  38  39  54  56  58  60  70  73  80  81  82  83  86  89  90  94  97  99
  4   8  19  22  27  28  34  39  40  55  57  59  61  71  74  81  82  83  84  87  90  91  95  98 100
  5   9  20  23  28  29  35  40  41  56  58  60  62  72  75  82  83  84  85  88  91  92  96  99 101
  1   6  10  21  24  29  30  36  41  42  57  59  61  63  73  76  83  84  85  86  89  92  93  97 100
  2   7  11  22  25  30  31  37  42  43  58  60  62  64  74  77  84  85  86  87  90  93  94  98 101
  1   3   8  12  23  26  31  32  38  43  44  59  61  63  65  75  78  85  86  87  88  91  94  95  99
  2   4   9  13  24  27  32  33  39  44  45  60  62  64  66  76  79  86  87  88  89  92  95  96 100
  3   5  10  14  25  28  33  34  40  45  46  61  63  65  67  77  80  87  88  89  90  93  96  97 101
  1   4   6  11  15  26  29  34  35  41  46  47  62  64  66  68  78  81  88  89  90  91  94  97  98
  2   5   7  12  16  27  30  35  36  42  47  48  63  65  67  69  79  82  89  90  91  92  95  98  99
  3   6   8  13  17  28  31  36  37  43  48  49  64  66  68  70  80  83  90  91  92  93  96  99 100
  4   7   9  14  18  29  32  37  38  44  49  50  65  67  69  71  81  84  91  92  93  94  97 100 101
  1   5   8  10  15  19  30  33  38  39  45  50  51  66  68  70  72  82  85  92  93  94  95  98 101
  1   2   6   9  11  16  20  31  34  39  40  46  51  52  67  69  71  73  83  86  93  94  95  96  99
  2   3   7  10  12  17  21  32  35  40  41  47  52  53  68  70  72  74  84  87  94  95  96  97 100
  3   4   8  11  13  18  22  33  36  41  42  48  53  54  69  71  73  75  85  88  95  96  97  98 101
  1   4   5   9  12  14  19  23  34  37  42  43  49  54  55  70  72  74  76  86  89  96  97  98  99
  2   5   6  10  13  15  20  24  35  38  43  44  50  55  56  71  73  75  77  87  90  97  98  99 100
  3   6   7  11  14  16  21  25  36  39  44  45  51  56  57  72  74  76  78  88  91  98  99 100 101
  1   4   7   8  12  15  17  22  26  37  40  45  46  52  57  58  73  75  77  79  89  92  99 100 101
  1   2   5   8   9  13  16  18  23  27  38  41  46  47  53  58  59  74  76  78  80  90  93 100 101
  1   2   3   6   9  10  14  17  19  24  28  39  42  47  48  54  59  60  75  77  79  81  91  94 101
  1   2   3   4   7  10  11  15  18  20  25  29  40  43  48  49  55  60  61  76  78  80  82  92  95
  2   3   4   5   8  11  12  16  19  21  26  30  41  44  49  50  56  61  62  77  79  81  83  93  96
  3   4   5   6   9  12  13  17  20  22  27  31  42  45  50  51  57  62  63  78  80  82  84  94  97
  4   5   6   7  10  13  14  18  21  23  28  32  43  46  51  52  58  63  64  79  81  83  85  95  98
  5   6   7   8  11  14  15  19  22  24  29  33  44  47  52  53  59  64  65  80  82  84  86  96  99
  6   7   8   9  12  15  16  20  23  25  30  34  45  48  53  54  60  65  66  81  83  85  87  97 100
  7   8   9  10  13  16  17  21  24  26  31  35  46  49  54  55  61  66  67  82  84  86  88  98 101
  1   8   9  10  11  14  17  18  22  25  27  32  36  47  50  55  56  62  67  68  83  85  87  89  99
  2   9  10  11  12  15  18  19  23  26  28  33  37  48  51  56  57  63  68  69  84  86  88  90 100
  3  10  11  12  13  16  19  20  24  27  29  34  38  49  52  57  58  64  69  70  85  87  89  91 101
  1   4  11  12  13  14  17  20  21  25  28  30  35  39  50  53  58  59  65  70  71  86  88  90  92
  2   5  12  13  14  15  18  21  22  26  29  31  36  40  51  54  59  60  66  71  72  87  89  91  93
  3   6  13  14  15  16  19  22  23  27  30  32  37  41  52  55  60  61  67  72  73  88  90  92  94
  4   7  14  15  16  17  20  23  24  28  31  33  38  42  53  56  61  62  68  73  74  89  91  93  95
  5   8  15  16  17  18  21  24  25  29  32  34  39  43  54  57  62  63  69  74  75  90  92  94  96
  6   9  16  17  18  19  22  25  26  30  33  35  40  44  55  58  63  64  70  75  76  91  93  95  97
  7  10  17  18  19  20  23  26  27  31  34  36  41  45  56  59  64  65  71  76  77  92  94  96  98
  8  11  18  19  20  21  24  27  28  32  35  37  42  46  57  60  65  66  72  77  78  93  95  97  99
  9  12  19  20  21  22  25  28  29  33  36  38  43  47  58  61  66  67  73  78  79  94  96  98 100
 10  13  20  21  22  23  26  29  30  34  37  39  44  48  59  62  67  68  74  79  80  95  97  99 101
  1  11  14  21  22  23  24  27  30  31  35  38  40  45  49  60  63  68  69  75  80  81  96  98 100
  2  12  15  22  23  24  25  28  31  32  36  39  41  46  50  61  64  69  70  76  81  82  97  99 101
  1   3  13  16  23  24  25  26  29  32  33  37  40  42  47  51  62  65  70  71  77  82  83  98 100
  2   4  14  17  24  25  26  27  30  33  34  38  41  43  48  52  63  66  71  72  78  83  84  99 101
  1   3   5  15  18  25  26  27  28  31  34  35  39  42  44  49  53  64  67  72  73  79  84  85 100
  2   4   6  16  19  26  27  28  29  32  35  36  40  43  45  50  54  65  68  73  74  80  85  86 101
  1   3   5   7  17  20  27  28  29  30  33  36  37  41  44  46  51  55  66  69  74  75  81  86  87
  2   4   6   8  18  21  28  29  30  31  34  37  38  42  45  47  52  56  67  70  75  76  82  87  88
  3   5   7   9  19  22  29  30  31  32  35  38  39  43  46  48  53  57  68  71  76  77  83  88  89
  4   6   8  10  20  23  30  31  32  33  36  39  40  44  47  49  54  58  69  72  77  78  84  89  90
  5   7   9  11  21  24  31  32  33  34  37  40  41  45  48  50  55  59  70  73  78  79  85  90  91
  6   8  10  12  22  25  32  33  34  35  38  41  42  46  49  51  56  60  71  74  79  80  86  91  92
  7   9  11  13  23  26  33  34  35  36  39  42  43  47  50  52  57  61  72  75  80  81  87  92  93
  8  10  12  14  24  27  34  35  36  37  40  43  44  48  51  53  58  62  73  76  81  82  88  93  94
  9  11  13  15  25  28  35  36  37  38  41  44  45  49  52  54  59  63  74  77  82  83  89  94  95
 10  12  14  16  26  29  36  37  38  39  42  45  46  50  53  55  60  64  75  78  83  84  90  95  96
 11  13  15  17  27  30  37  38  39  40  43  46  47  51  54  56  61  65  76  79  84  85  91  96  97
 12  14  16  18  28  31  38  39  40  41  44  47  48  52  55  57  62  66  77  80  85  86  92  97  98
 13  15  17  19  29  32  39  40  41  42  45  48  49  53  56  58  63  67  78  81  86  87  93  98  99
 14  16  18  20  30  33  40  41  42  43  46  49  50  54  57  59  64  68  79  82  87  88  94  99 100
 15  17  19  21  31  34  41  42  43  44  47  50  51  55  58  60  65  69  80  83  88  89  95 100 101
  1  16  18  20  22  32  35  42  43  44  45  48  51  52  56  59  61  66  70  81  84  89  90  96 101
  1   2  17  19  21  23  33  36  43  44  45  46  49  52  53  57  60  62  67  71  82  85  90  91  97
  2   3  18  20  22  24  34  37  44  45  46  47  50  53  54  58  61  63  68  72  83  86  91  92  98
  3   4  19  21  23  25  35  38  45  46  47  48  51  54  55  59  62  64  69  73  84  87  92  93  99
  4   5  20  22  24  26  36  39  46  47  48  49  52  55  56  60  63  65  70  74  85  88  93  94 100
  5   6  21  23  25  27  37  40  47  48  49  50  53  56  57  61  64  66  71  75  86  89  94  95 101
  1   6   7  22  24  26  28  38  41  48  49  50  51  54  57  58  62  65  67  72  76  87  90  95  96
  2   7   8  23  25  27  29  39  42  49  50  51  52  55  58  59  63  66  68  73  77  88  91  96  97
  3   8   9  24  26  28  30  40  43  50  51  52  53  56  59  60  64  67  69  74  78  89  92  97  98
  4   9  10  25  27  29  31  41  44  51  52  53  54  57  60  61  65  68  70  75  79  90  93  98  99
  5  10  11  26  28  30  32  42  45  52  53  54  55  58  61  62  66  69  71  76  80  91  94  99 100
  6  11  12  27  29  31  33  43  46  53  54  55  56  59  62  63  67  70  72  77  81  92  95 100 101
  1   7  12  13  28  30  32  34  44  47  54  55  56  57  60  63  64  68  71  73  78  82  93  96 101
  1   2   8  13  14  29  31  33  35  45  48  55  56  57  58  61  64  65  69  72  74  79  83  94  97
  2   3   9  14  15  30  32  34  36  46  49  56  57  58  59  62  65  66  70  73  75  80  84  95  98
  3   4  10  15  16  31  33  35  37  47  50  57  58  59  60  63  66  67  71  74  76  81  85  96  99
  4   5  11  16  17  32  34  36  38  48  51  58  59  60  61  64  67  68  72  75  77  82  86  97 100
  5   6  12  17  18  33  35  37  39  49  52  59  60  61  62  65  68  69  73  76  78  83  87  98 101
  1   6   7  13  18  19  34  36  38  40  50  53  60  61  62  63  66  69  70  74  77  79  84  88  99
  2   7   8  14  19  20  35  37  39  41  51  54  61  62  63  64  67  70  71  75  78  80  85  89 100
  3   8   9  15  20  21  36  38  40  42  52  55  62  63  64  65  68  71  72  76  79  81  86  90 101
  1   4   9  10  16  21  22  37  39  41  43  53  56  63  64  65  66  69  72  73  77  80  82  87  91
  2   5  10  11  17  22  23  38  40  42  44  54  57  64  65  66  67  70  73  74  78  81  83  88  92
  3   6  11  12  18  23  24  39  41  43  45  55  58  65  66  67  68  71  74  75  79  82  84  89  93
  4   7  12  13  19  24  25  40  42  44  46  56  59  66  67  68  69  72  75  76  80  83  85  90  94
  5   8  13  14  20  25  26  41  43  45  47  57  60  67  68  69  70  73  76  77  81  84  86  91  95
  6   9  14  15  21  26  27  42  44  46  48  58  61  68  69  70  71  74  77  78  82  85  87  92  96
  7  10  15  16  22  27  28  43  45  47  49  59  62  69  70  71  72  75  78  79  83  86  88  93  97
  8  11  16  17  23  28  29  44  46  48  50  60  63  70  71  72  73  76  79  80  84  87  89  94  98
  9  12  17  18  24  29  30  45  47  49  51  61  64  71  72  73  74  77  80  81  85  88  90  95  99
 10  13  18  19  25  30  31  46  48  50  52  62  65  72  73  74  75  78  81  82  86  89  91  96 100
 11  14  19  20  26  31  32  47  49  51  53  63  66  73  74  75  76  79  82  83  87  90  92  97 101
  1  12  15  20  21  27  32  33  48  50  52  54  64  67  74  75  76  77  80  83  84  88  91  93  98
  2  13  16  21  22  28  33  34  49  51  53  55  65  68  75  76  77  78  81  84  85  89  92  94  99
  3  14  17  22  23  29  34  35  50  52  54  56  66  69  76  77  78  79  82  85  86  90  93  95 100
  4  15  18  23  24  30  35  36  51  53  55  57  67  70  77  78  79  80  83  86  87  91  94  96 101
```

## Zyklische Darstellung
Es existiert eine zyklische Darstellung (Singer-Zyklus) für Lösung 1 dieses Blockplans, sie ist isomorph zur obigen Liste der Blöcke. Ausgehend von dem dargestellten Block erhält man die restlichen Blöcke des Blockplans durch zyklische Permutation der in ihm enthaltenen Punkte.
- Lösung 1

```
  1   5  16  19  24  25  31  36  37  52  54  56  58  68  71  78  79  80  81  84  87  88  92  95  97
```

## Oval
Ein Oval des Blockplans ist eine Menge seiner Punkte, von welcher keine drei auf einem Block liegen. Hier ist ein Beispiel eines Ovals maximaler Ordnung für Lösung 1 dieses Blockplans:
- Lösung 1

```
  1   2  12
```